# Aurantothrips orchidaceus
Aurantothrips orchidaceus är en insektsart som först beskrevs av Bagnall 1990.  Aurantothrips orchidaceus ingår i släktet Aurantothrips och familjen smaltripsar. Inga underarter finns listade i Catalogue of Life.